# 257 (szám)
A 257 (kétszázötvenhét) a 256 és 258 között található természetes szám.

## A matematikában
Eisenstein-prím. Jó prím. Kiegyensúlyozott prím. Pillai-prím.
Proth-szám, azaz k · 2ⁿ + 1 alakú prímszám.
Fermat-szám.
A 257 n2 + 1 alakú prímszám (lásd: Landau-problémák).